# Cottus
Cottus es un género de peces actinopeterigios de agua dulce, distribuidos por ríos de Europa, Asia y América del Norte.

## Especies
Existen 67 especies reconocidas en este género:
- Cottus aleuticus Gilbert, 1896
- Cottus altaicus Kaschenko, 1899
- Cottus amblystomopsis Schmidt, 1904
- Cottus asper Richardson, 1836
- Cottus asperrimus Rutter, 1908
- Cottus aturi Freyhof, Kottelat y Nolte, 2005
- Cottus baileyi Robins, 1961
- Cottus bairdii Girard, 1850
- Cottus beldingii Eigenmann y Eigenmann, 1891
- Cottus bendirei (Bean, 1881)
- Cottus caeruleomentum Kinziger, Raesly y Neely, 2000
- Cottus carolinae (Gill, 1861)
- Cottus chattahoochee Neely, Williams y Mayden, 2007
- Cottus cognatus Richardson, 1836
- Cottus confusus Bailey y Bond, 1963
- Cottus czerskii Berg, 1913
- Cottus duranii Freyhof, Kottelat y Nolte, 2005
- Cottus dzungaricus Kottelat, 2006
- Cottus echinatus Bailey y Bond, 1963
- Cottus extensus Bailey y Bond, 1963
- Cottus girardi Robins, 1961
- Cottus gobio Linnaeus, 1758
- Cottus greenei (Gilbert y Culver, 1898)
- Cottus gulosus (Girard, 1854)
- Cottus haemusi Marinov y Dikov, 1986
- Cottus hangiongensis Mori, 1930
- Cottus hispaniolensis Bǎcescu y Bǎcescu-Meşter, 1964
- Cottus hubbsi Bailey y Dimick, 1949
- Cottus hypselurus Robins y Robison, 1985
- Cottus immaculatus Kinziger y Wood, 2010
- Cottus kanawhae Robins, 2005
- Cottus kazika Jordan y Starks, 1904
- Cottus klamathensis Gilbert, 1898
- Cottus kolymensis Sideleva y Goto, 2012
- Cottus koreanus Fujii, Choi y Yabe, 2005
- Cottus koshewnikowi Gratzianov, 1907
- Cottus kuznetzovi Berg, 1903
- Cottus leiopomus Gilbert y Evermann, 1894
- Cottus marginatus (Bean, 1881)
- Cottus metae Freyhof, Kottelat y Nolte, 2005
- Cottus microstomus Heckel, 1837
- Cottus nasalis Berg, 1933
- Cottus nozawae Snyder, 1911
- Cottus paulus Williams, 2000
- Cottus perifretum Freyhof, Kottelat y Nolte, 2005
- Cottus perplexus Gilbert y Evermann, 1894
- Cottus petiti Bǎcescu y Bǎcescu-Meşter, 1964
- Cottus pitensis Bailey y Bond, 1963
- Cottus poecilopus Heckel, 1837
- Cottus pollux Günther, 1873
- Cottus princeps Gilbert, 1898
- Cottus reinii Hilgendorf, 1879
- Cottus rhenanus Freyhof, Kottelat y Nolte, 2005
- Cottus rhotheus (Smith, 1882)
- Cottus ricei (Nelson, 1876)
- Cottus rondeleti Freyhof, Kottelat y Nolte, 2005
- Cottus sabaudicus Sideleva, 2009
- Cottus scaturigo Freyhof, Kottelat y Nolte, 2005
- Cottus schitsuumsh Lemoine, Young, Mckelvey, Eby, Pilgrim y Schwartz, 2014
- Cottus sibiricus Kessler, 1889
- Cottus specus Adams y Burr, 2013
- Cottus spinulosus Kessler, 1872
- Cottus szanaga Dybowski, 1869
- Cottus tallapoosae Neely, Williams y Mayden, 2007
- Cottus tenuis (Evermann y Meek, 1898)
- Cottus transsilvaniae Freyhof, Kottelat y Nolte, 2005
- Cottus volki Taranetz, 1933

Además de tres especies fósiles:
- † Cottus aries Agassiz, 1839
- † Cottus brevis Agassiz, 1839
- † Cottus papyraceus Agassiz, 1839